# 夏拔·本特威奇

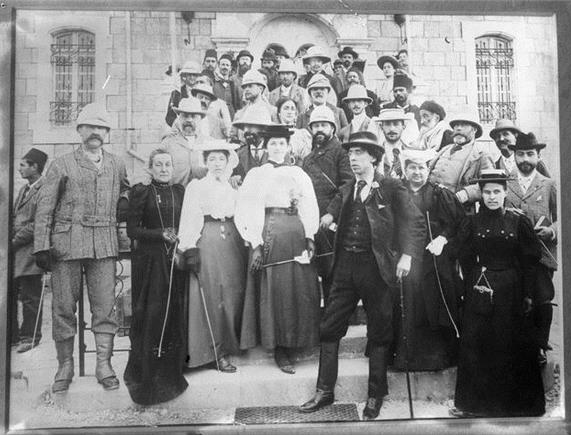
夏拔·本特威奇等英國猶太人赴聖地瞻仰故土

夏拔·本特威奇（英語：Herbert Bentwich；1856年—1932年），英國猶太裔律師，錫安主義領袖。
本特威奇生於英格蘭白教堂，是英國版權法領域的權威。他是「錫安之愛」組織的主要成員，也是西奧多·赫茨爾的第一批追隨者之一。
1921年後，本特威奇多次到訪以色列地（時為英國巴勒斯坦託管地），並於1929年底定居耶路撒冷。
1932年6月25日，本特威奇在其位於耶路撒冷里哈維亞的家中壽終正寢。
其長子諾曼·本特威奇曾任巴勒斯坦託管地律政司。其曾孫是以色列記者阿里·沙維特。

## 備註
1. ↑  Shavit, Ari. . Random House. 2013: xii  [8 December 2013]. ISBN 9780812984644.